# コーヒータイム
『コーヒータイム』は、FM東京→TOKYO FMをキー局とする全国のJFN加盟のFM局で月 - 金曜日の11時 - 11時30分（JST。ただしFM愛知のみ一時期10時30分 - 11時）に放送されていたトーク番組。現在の『ディア・フレンズ』もこの番組スタイルを引き継いでいる。

## 番組タイトル
- AGFの一社提供で、当初は同社のコーヒーのブランド「マックスウェル」（商標権は米国ゼネラルフーヅが所有）を冠した、「マックスウェル・コーヒータイム」として放送された。
- その後スポンサー名の「AGFコーヒータイム」に変更され、AGF降板後は「ロボカフェ コーヒータイム」「ヤクルト コーヒータイム」(時期不明)を経ながら番組終了まで20年間続いた。
- 1994年4月 - 1995年3月まで月曜日 - 木曜日に短縮され、金曜日のみ『コーヒータイム ライトアップ・フライデー』として放送[1]。

## パーソナリティ
| 代     | パーソナリティ         | 担当期間                      | 備考                                                         |
| ------ | ---------------------- | ----------------------------- | ------------------------------------------------------------ |
| 初代   | 山崎唯、久里千春       | 1975年10月1日～1976年4月2日   |                                                              |
| 2代目  | ジェリー藤尾、藤尾友子 | 1976年4月5日～1976年10月1日   |                                                              |
| 3代目  | 江原真二郎、中原ひとみ | 1976年10月4日～1977年4月1日   |                                                              |
| 4代目  | 佐藤允、佐藤久美子     | 1977年4月3日～1977年9月2日    |                                                              |
| 5代目  | 大原麗子               | 1977年9月5日～1977年12月2日   |                                                              |
| 6代目  | 芥川麻実子             | 1977年12月5日～1977年12月30日 |                                                              |
| 7代目  | シリア・ポール         | 1978年1月2日～1981年3月31日   |                                                              |
| 8代目  | マーシャ・クラッカワー | 1981年4月1日～1985年9月30日   | 最終回のゲストは神保美喜。                                   |
| 9代目  | 神保美喜               | 1985年10月1日～1990年12月31日 | 初回のゲストはマーシャ・クラッカワー。                       |
| 10代目 | アガタ・モレシャン     | 1991年1月1日～1995年3月30日   | AGFがスポンサーを降り、「ロボカフェ コーヒータイム」と改称。 |

| 代    | パーソナリティ         | 担当期間                  | 備考 |
| ----- | ---------------------- | ------------------------- | ---- |
| 初代  | リサ・ステッグマイヤー | 1994年4月～1994年9月      |      |
| 2代目 | 坂上みき               | 1993年10月～1995年3月31日 |      |

## テーマ曲
- イングランド・ダン&ジョン・フォード・コーリー「Keep Your Smile」
- ジョー・サンプル「Teardrops」
- 中村由利子「ウィスパリング・アイズ」